# Ruder-Europameisterschaften 1935
Die Ruder-Europameisterschaften 1935 wurden im August 1935 in Berlin auf der Regattastrecke Berlin-Grünau ausgetragen. Insgesamt wurden Medaillen in 7 verschiedenen Bootsklassen vergeben. Die Veranstaltung galt als Test für die Olympischen Sommerspiele 1936.

## Medaillengewinner
| Bootsklasse                  | Gold | Silber | Bronze |
| ---------------------------- | --- | --- | --- |
| Einer (M1x)                  | Roger Verey | Eugen Studach | Josef Hasenöhrl |
| Doppelzweier (M2x)           | Polen Roger Verey Jerzy Ustupski | Deutsches Reich Ralf Ritter Hubert Remagen | Frankreich André Giriat Robert Jacquet |
| Zweier ohne Steuermann (M2-) | Ungarn Károly Győry Tibor Mamusich | Deutsches Reich Paul Heyroth Erhard Schmidt | Österreich Rudolf Höpfler Camillo Winkler |
| Zweier mit Steuermann (M2+)  | Königreich Italien Almiro Bergamo Guido Santin Luciano Negrini (Steuermann)                                                                          | Deutsches Reich Friedrich Devantier Wilhelm Tietz Werner Klatte (Steuermann)                                                                                 | Polen Stanisław Kuryłłowicz Witalis Leporowski Mieczysław Bącler (Steuermann)                                                                    |
| Vierer ohne Steuermann (M4-) | Schweiz Hermann Betschart Hans Homberger Alex Homberger Karl Schmid                                                                                  | Österreich Hans Binder Wilhelm Pichler Camillo Winkler Rudolf Höpfler                                                                                        | Königreich Italien Mario Lazzati Ermenegildo Manfredini Carlo Zuccaro Augusto Ripamonti                                                          |
| Vierer mit Steuermann (M4+-) | Deutsches Reich Rudolf Eckstein Anton Rom Ernst Gaber Wilhelm Menne Johann Pfadenhauer (Steuermann)                                                  | Frankreich Marcel Chauvigné Jean Cosmat Marcel Vandernotte Fernand Vandernotte Noël Vandernotte (Steuermann)                                                 | Königreich Italien Valerio Perentin Giliante D’Este Nicolò Vittori Umberto Vittori Renato Petronio (Steuermann)                                  |
| Achter (M8+)                 | Ungarn Pál Domonkos Imre Kapossy Antal Szendey Sándor von Korompay Gábor Alapy Frigyes Hollósi László Szabó Hugó Ballya Ervin Kereszthy (Steuermann) | Schweiz Hans Steiner Ernst Rufli Rudolf Homberger Max Schuler Hermann Betschart Hans Homberger Alex Homberger Karl Schmid August Hegetschweiler (Steuermann) | Frankreich Émile Lecuirot Bernard Batillat Henri Souharce Alphonse Bouton Daniel Guilbert R. Picot A. Desvergnes Guy Levret R. Léon (Steuermann) |

## Medaillenspiegel
| Platz  | Land               | Gold | Silber | Bronze | Gesamt |
| ------ | ------------------ | ---- | ------ | ------ | ------ |
| 1      | Polen              | 2    | –      | 1      | 3      |
| 2      | Ungarn             | 2    | –      | –      | 2      |
| 3      | Deutsches Reich    | 1    | 3      | –      | 4      |
| 4      | Schweiz            | 1    | 2      | –      | 3      |
| 5      | Königreich Italien | 1    | –      | 2      | 3      |
| 6      | Österreich         | –    | 1      | 2      | 3      |
| 6      | Frankreich         | –    | 1      | 2      | 3      |
| Gesamt | Gesamt             | 7    | 7      | 7      | 21     |